# Petr Kotvald

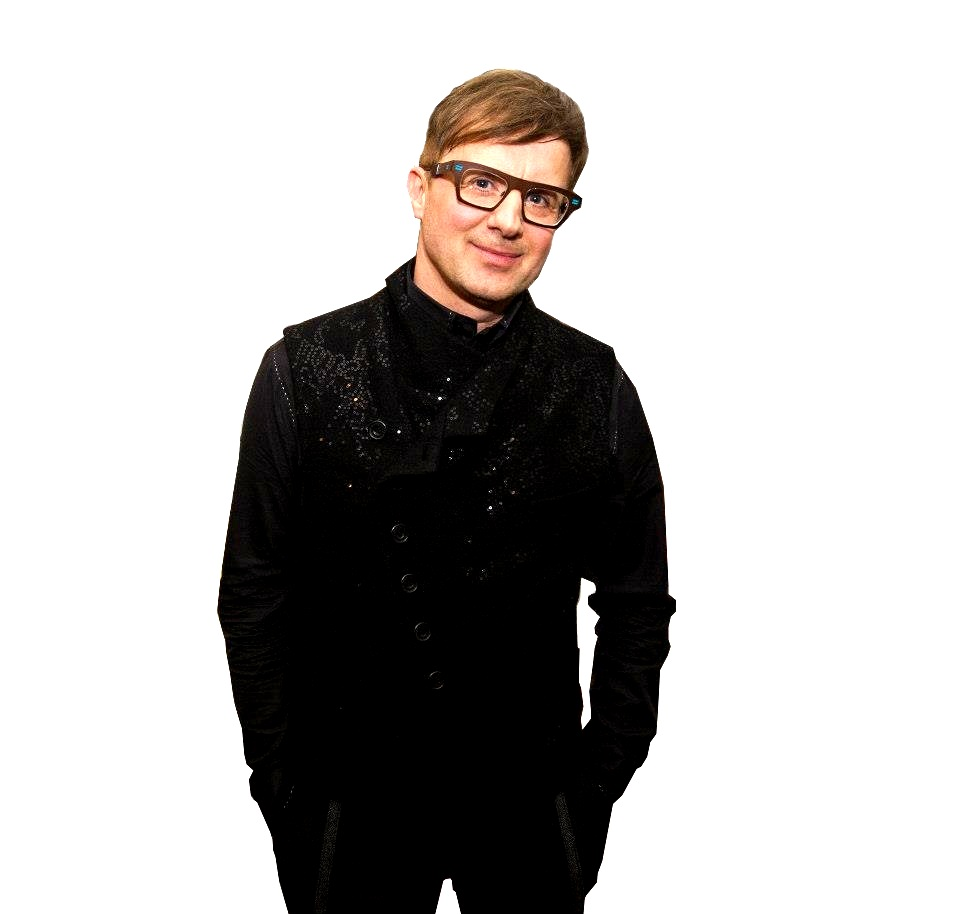
Petr Kotvald

Petr Kotvald (* 8. Juli 1959 in Žatec) ist ein tschechischer Sänger.

## Leben
In den 1980er Jahren sang er zusammen mit Stanislav Hložek, ihr größter Hit war Holky z naší školky. Im Juni 1986 startete er eine Solo-Karriere und seitdem spielt er mit seiner eigenen Band Trick. Als Gast wirkte für drei Jahre Hana Křížková mit.

## Mitglieder
- Alena Grillová – Klavier
- Charles Cába – Bass
- Petr Mašek, Stanislav Jelínek – Gitarre
- František Kotva – Gitarre
- Prag Guitar Quartet
- Nada Wepperová, Alena Průchova, Jiří Březík – Vocals
- Jan Soukup – Keyboards, Gesang, Saxophon
- Martin Lehký – Bass
- Jindřich Parma – Trompete
- Tomáš Valášek – Gitarre, Panflöte
- Pavel Planka – Schlagzeug
- Stanislav Amcha – Schlagzeug
- String Quartet P.K. (Tomáš Vejvoda, Josef Vycyhytil, Peter Kukovič, Marek Jiříček, Marek Novák, Petr Nouzovský)
- Boom Band Jiří Dvořák
- Prager Hochschule
- String Studenten Assoziation des Pardubice Konservatoriums
- VUS Pardubice (Dirigent George Kožnar)
- Iuventus Cantans Pardubice (Dirigent Assoc. Vlastislav Novák)
- Primrose (Prag)

## Auszeichnungen
- 1977 Auszeichnung für eine originelle Interpretation des Mladá píseň Festival Jihlava
- 1978 Auftraggeber Mladá píseň Preis
- 1979 Děčínská kotva – 2. Platz
- 1988 – 1989 Diskoslavík – 1. Platz
- 1988 / 1990 Zlatý slavík – 3. Platz
- 1988 Duhová deska – 2. Platz – Gejzír
- 1989 Ceny melodie – 2 Ort
- 1990 Duhová deska – 1 Milujem se čím dál víc, 3 Noční proud, 4 Pražský Haus, 10 Satelit
- 1996 Diamond Record – Album MCMXCVI
- 2001 Golden Record – Album Taxitotak neber
- 2001 Český slavík – 5. Ort
- 2002 Person des Jahres
- 2002 Preis der Zeitschrift Bravo
- 2002 IFPI: Platin

## Diskografie

### SP Platten – CD-Singles
- 1986 Vrásky si nedělám – Kouzelnice – Supraphon
- 1987 Kam v tom jdeš – Ukradnu tě, lásko – Supraphon
- 1987 Přísně soukromá sci-fi – Je v tahu – Supraphon
- 1987 Je v tahu/Čtyřlístek/ – Supraphon
- 1987 Taneční – Strejdo – Supraphon
- 1987 Big City Calling / I Will Steal You, Baby – ESM
- 1988 Gejzír – Nech to hrát – Supraphon
- 1989 Kdekdo je dál – Stínohry – Supraphon
- 1989 Pražský haus – Pražský haus/dub mix/ – Supraphon
- 1989 Satelit/Bratislavská lyra/ – Supraphon
- 1989 Satelit – Ráj budoucích lásek tvých – Supraphon
- 1989 Milujem se čím dál víc – Tabák je jako láska – Supraphon
- 1990 Noční proud – Hipodrom J. Parmy – Supraphon
- 1990 Bourák – Bourák/instrumental mix/ – Supraphon
- 1990 Tam kde jsem já, tam nejsi ty – Salto – Supraphon
- 1991 Má holka střízlivá – Starlight Girl – Supraphon
- 1992 Sláva Bárbý – Už po nás, lásko má, jdou Tommü Records
- 1996 A tak dál Medley ’86 – ’96/radio edit/Medley ’86 – ’96/disco edit/ CGS
- 1997 Milujem se čím dál víc – Bon Art Music
- 1997 Půlnoční cesty k betlémům – Bon Art Music
- 1998 Vánoce, vánoce – Bon Art Music
- 1999 Dej nám sex – Sony Music/Bonton
- 1999 Plačky – Sony Music/Bonton
- 1999 Vánoce hrajou glórijá – Sony Music/Bonton
- 2000 Francouz – Sony Music/Bonton
- 2000 Tam kde jsem já, tam nejsi ty – Sony Music/Bonton
- 2000 Vždyť jsou vánoce/s L. Machálkovou/ – Vánoce hrajou glórijá – Sony Music/Bonton
- 2001 Milujeme – Sony Music/Bonton
- 2001 Mumuland – Mumuland/English version/ – Sony Music/Bonton
- 2001 Má duše nedočkavá – Sony Music/Bonton
- 2003 P. K./PF 2003 – Real Trade
- 2003 Marilyn -Sony Music/Bonton
- 2003 Osamělý – Sony Music/Bonton
- 2003 Holky z naší školky – 20 let – FAME productions

### LP
- Sen můj a Lízin – Supraphon
- 1983 Holky z naší školky – Supraphon
- 1984 V pohodě – Supraphon
- 1985 Pro dva tři úsměvy  – Supraphon
- 1985 Jinak to nejde – Supraphon
- 1988 Přísně soukromá sci-fi
- 1986 Feelin’ Good  – Supraphon/Artia (mit Stanislav Hložek)
- 1990 Konto 87-88-89-90-91 – supraphon
- 1990 Gejzír – supraphon
- 1991 Hyde Park – supraphon
- 1992 Můj hlas – Tommü Records

### MC/CD
- 1993 Dívej se – Tommü Records
- 1995 Tyrkys a lásku v očích mám – Bonton Music
- 1996 Petr Kotvald MCMXCVI CGS
- 1996 Holky z naší školky – Bonton
- 1997 Pan zpěvák – Bon Art Music
- 1997 V pohodě – Multisonic
- 1998 Jinak to nejde – Sony music Bonton
- 1999 Největší hity – Sony music Bonton
- 1999 Vánoce přicházejí… Sony music Bonton
- 2001 Taxitotak neber Sony music Bonton
- 2003 Planeta svádění Sony music Bonton
- 2003 Holky z naší školky – Supraphon
- 2004 Holky z naší školky po 20 letech – EMI
- 2006 Principál – Popron Music
- 2007 40 hitů – Popron Music
- 2007 Můj čas – Multisonic
- 2008 Vánoce hrajou glórijá (Vánoční koncert) – Popron music
- 2010 Petr Kotvald a Stanislav Hložek – Holky z naší školky – Supraphon
- 2011 Právě tady...právě teď – EMI

### VHS/DVD
- 1988 Hity 1987 – Supraphon
- 1999 Petr Kotvald – Video – Fanklub PF ’99
- 1999 Petr Kotvald – Hity – Bon Art Music / Miki